# Hiram Fong
Hiram Leong Fong (chiń. 鄺友良; pinyin Kuàng Yǒuliáng; ur. 15 października 1906 w Honolulu, zm. 18 sierpnia 2004 w Kahaluʻu) – amerykański polityk pochodzenia chińskiego.
Był z wykształcenia prawnikiem, ukończył studia na Uniwersytecie na Hawajach (1930) oraz na Harvardzie (1935); prowadził prywatną praktykę, następnie był zastępcą prokuratora okręgowego na miasto i okręg Honolulu. Podczas II wojny światowej służył w siłach lotniczych (pracował jako prawnik, w stopniu majora). W latach 1938–1954 był członkiem legislatury terytorialnej na Hawajach, w tym przez 4 lata jako zastępca przewodniczącego i 6 lat jako przewodniczący; w 1950 był wiceprezydentem Terytorialnej Konwencji Konstytucyjnej. Z ramienia Partii Republikańskiej został wybrany do Senatu USA w 1959, gdzie spędził łącznie trzy kadencje (wybierany ponownie w 1964 i 1970). Był pierwszym senatorem USA pochodzenia azjatyckiego.
Obok pracy prawnika był aktywny w biznesie, m.in. miał farmy bananów w Honolulu oraz należał do rad nadzorczych kilku przedsiębiorstw.